# Station Popowo Skwierzyńskie
Station Popowo Skwierzyńskie is een spoorwegstation in de Poolse plaats Popowo.